# Карпов, Борис Васильевич
Борис Васильевич Карпов (1911—2005) — советский конструктор по разработке различных радиоэлектронных устройств, Герой Социалистического Труда (1981).

## Биография
Борис Васильевич Карпов родился 6 июля 1911 года в посёлке Городец (ныне — Гомельская область Белоруссии). В 1938 году он окончил Ленинградский государственный университет, в 1941 году — аспирантуру в нём же, после чего работал на заводе № 521 Народного комиссариата боеприпасов СССР во Владимире, прошёл путь от инженера до начальника лаборатории. В 1944 году защитил кандидатскую диссертацию. В послевоенное время работал Государственный научно-исследовательский институт № 504 (ныне — ОАО «Импульс»), располагавшемся в Москве. Являлся главным конструктором и ведущим специалистом по разработке различных технических устройств для различных отраслей советской промышленности, в том числе и оборонной: магнетронов, генераторов, электронно-вакуумных приборов, полосовых фильтров, приборов для средств неконтактного подрыва снарядов, ракет, авиационных бомб.
В 1961-1988 годах Карпов возглавлял ГНИИ № 504. За время его руководства этот институт стал головным предприятиям в области разработки радиоэлектронных средств подрыва боевых частей ракет, разработавший свыше 70 разновидностей взрывателей для комплексов вооружения, головок самонаведения, радио- и лазерных взрывателей, координаторов целей, реактивных снарядов, лазерных и телевизионных головок, радиовысотомеров. Карпов являлся руководителем разработки и внедрения в рабочий процесс установок математического и физического моделирования. Кроме того, долгие годы он руководил научно-техническим советом, базовой кафедрой Московского физико-технического института и аспирантурой своего НИИ. В 1970 году Карпову была присуждена Государственная премия СССР.
Закрытым Указом Президиума Верховного Совета СССР в 1981 году за «большой личный вклад в разработку и принятие на вооружение изделия для комплекса „Волхов-6“» Борис Васильевич Карпов был удостоен высокого звания Героя Социалистического Труда с вручением ордена Ленина и медали «Серп и Молот».
В 1988 году Карпов покинул пост директора, но остался работать в институте в качестве старшего научного сотрудника и референта нового директора. В 2001 году он вышел на пенсию. Проживал в Москве. Умер 18 октября 2005 года, похоронен на Пятницком кладбище Москвы.
Заслуженный машиностроитель РСФСР. Был награждён тремя орденами Ленина, орденами Октябрьской Революции, Трудового Красного Знамени, Красной Звезды и «Знак Почёта», рядом медалей.